# A nápolyi 1959 festője
A nápolyi 1959 festője az i. e. 4. század második felében Dél-Itáliában, Lukániában alkotó görög vázafestő volt. Pontos születési és halálozási dátuma nem ismert, és mivel nem szignálta alkotásait, neve sem maradt ránk. Névadó vázája egy Nápolyban őrzött panathénaia-amfora.
A Primato- és a Roccanova-festő mellett a késői lukániai vörösalakos vázafestészet egyik képviselője volt. Egyes stíluselemeit a Brooklyn-Budapest-festő és a Khoéphoroi-festő késői munkáiból vette át, képei ezen kívül az egykorú apuliai festésmód hatása is felismerhető. Provinciális alkotó volt, vázáin egy készletből kiválasztott gyakran ismétlődő alakok és másodlagos díszítmények jelennek meg, bár képeinek témája kicsit változatosabb mint kortársáé, a Roccanova-festőé. Feltételezhető, hogy műhelyük nem egy településen volt mivel A nápolyi 1959 festőjének vázái más összetételű agyagból készültek és sötétebb narancssárga színre égtek ki. Anziból és Armentóból kerülhettek elő hozzá köthető vázák de a hiányos dokumentáció miatt gyakorlatilag egyik edény pontos lelőhelye sem tisztázott.
A festő számos nesztoriszt díszített képeivel de kisebb méretű edényeket is festett. Ez utóbbiakon általában egy alak jelenik meg, amelyet bonyolultabb kompozícióiból használt fel. Figurái meglehetősen zömökek hangsúlyos, kerek állal, nagy szemekkel, enyhén nyitott szájjal és kicsi felső ajakkal. A száj vonala gyakran lefelé görbül, így alakjai időnként elégedetlennek tűnnek. Leggyakrabban ismételt ábrázolása a vállon brossal összefogott ujjatlan khitónba vagy peploszba öltözött nőalak, derekán hangsúlyos övvel. Kezükben legtöbbször egy henger alakú díszített dobozt (cistát), csörgődobot vagy tükröt tartanak. Másik jellegzetes figurája a ruhátlan fiatal férfialak egyik kezében feltűnő fekete szegéllyel keretezett hullámos drapériával. 
Követői már nagyon alacsony művészi színvonalon dolgoztak, alakjaik gyakorlatilag elvesztették emberi formájukat.